# Limnophila (Limnophila) guttulatissima
Limnophila (Limnophila) guttulatissima is een tweevleugelige uit de familie steltmuggen (Limoniidae). De soort komt voor in het Neotropisch gebied.